# Acalypha dimorpha
Acalypha dimorpha är en törelväxtart som beskrevs av Johannes Müller Argoviensis. Acalypha dimorpha ingår i släktet akalyfor, och familjen törelväxter. Inga underarter finns listade i Catalogue of Life.